# تل خرم‌آباد
تل خرم‌آباد مربوط به اوایل دوران‌های تاریخی پس از اسلام است و در شهرستان شیراز، بخش کربال، دهستان دهقانان، ۱۰۰ متری روستای خرم آباد، مشرف بر رودخانه کر واقع شده و این اثر در تاریخ ۳۰ بهمن ۱۳۸۶ با شمارهٔ ثبت ۲۰۸۳۵ به‌عنوان یکی از آثار ملی ایران به ثبت رسیده است.